# La llei de Segal
La llei de Segal parteix d'un adagi que diu: 
| « | (anglès) A man with a watch knows what time it is. A man with two watches is never sure. | (català) Un home amb un rellotge sap quina hora és. Un home amb dos rellotges mai no n'està segur. | » |

## En realitat
En realitat un home amb un rellotge no té ni idea de si l'hora és correcta llevat que sigui capaç de comparar-lo amb un estàndard conegut, en aquest cas huria de tenir més d'un rellotge. Es pot pensar que si tenim dos rellotges i aquests marquen més o menys la mateixa hora tenim més probabilitats de saber l'hora exacta. La llei de Segal explica que la probabilitat és la mateixa que amb un rellotge. Si establim que hi ha dos estats: W (rellotge que funciona i que marca bé l'hora) i B (rellotge que no funciona bé i, per tant, no marca l'hora correctament). El conjunt dels estats possibles (S) dels dos rellotges són:
{\displaystyle S=(WW,WB,BW,BB)}
Si la probabilitat que un rellotge estigui a l'estat W és p i que estigui en l'estat B és q i assumint que els dos rellotges tenen la mateixa probabilitat de funcionar, la probabilitat total de tots els estats és:
{\displaystyle p^{2}+pq+qp+q^{2}=p^{2}+2pq+q^{2}=1}
El primer terme ({\displaystyle p^{2}}) representa els dos rellotges funcionant correctament, per tant mostraran sempre l'hora correcta. El segon terme i el tercer terme (pq i qp) representen un rellotge funcionant i un altre no, per tant mai es podrà saber l'hora correcta. L'últim terme ({\displaystyle q^{2}}) representa que cap rellotge està funcionant, per tant no es podrà saber l'hora correcta. L'única manera de saber l'hora amb total probabilitat és:
{\displaystyle P=p^{2}+pq}
essent {\displaystyle q=1-p}
{\displaystyle P=p^{2}+p(1-p)=p}
Com a resultat tenim la mateixa probabilitat que amb un sol rellotge. Per millorar la probabilitat d'obtenir l'hora correcta s'hauria d'afegir com a mínim un tercer rellotge (llavors l'hora més correcte serà la que marqui la mitjana de la dels dos rellotges que estiguin més a prop).
{\displaystyle p^{3}+3p^{2}q+3pq^{2}+q^{3}=1}
El segon terme sempre donarà l'hora correcta per votació majoritària. El tercer terme representa dos rellotges espatllats. No es pot saber quin rellotge dona l'hora correctament. La millor solució és una suposició que només serà correcta un terç de les vegades. Així, la probabilitat total de tenir l'hora correcta és,
{\displaystyle {\begin{aligned}P&=p^{3}+3p^{2}q+pq^{2}\\&=p+p^{2}(1-p)\end{aligned}}}
que clarament és més gran que p. La funció per n rellotges pot ser trobada amb l'expansió binomial de {\displaystyle (p+q)^{n}}.
Aquest raonament no és vàlid si hi ha errors experimentals en els rellotges.